# Idrissa Malo Traoré
Idrissa Malo Traoré, aussi appelé Drissa Traoré, surnommé "Saboteur", né le 24 décembre 1943 à Gaoua au Burkina Faso et mort le 3 décembre 2023 est un ancien footballeur international et entraîneur burkinabè.

## Biographie

### Enfance, études et carrière
Idrissa Traoré naît le 24 décembre 1943 à Gaoua au Sud-Ouest du Burkina Faso. À la fin de sa carrière sportive en 1970, il poursuit ses études supérieures en droit à l'Université de  Montpellier où il obtient un doctorat en criminologie et relations internationales,,. Il est également diplômé de l'académie de police de Washington et de l'école de guerre de Fort Bragg aux Etats Unis. Idrissa Traoré a servi au sein de la police nationale du Burkina Faso en tant que commissaire de grade terminale jusqu'en 1998,. 

### Carrière de joueur
Saboteur commence sa carrière de footballeur à l’Association sportive des fonctionnaires de Bobo-Dioulasso. 
En 1962, il rejoint le club Jeanne d'Arc (actuel ASFA Yenenga) à Ouagadougou en tant que latéral droit. Il jouera pour l'équipe nationale du Burkina Faso de 1964 à 1970,. 

### Carrière d'entraineur
Vers la fin de sa carrière de joueur, Drissa Malo obtient ses diplômes d'entraîneur et commence sa carrière de coach au Rail Club du Kadiogo. Il rejoint la Côte d'Ivoire avec l'ASEC Mimosas en 1986, le Djoliba AC en 2000. Il est ensuite nommé sélectionneur de l'équipe nationale du Burkina Faso de 1992 à 1996, puis à nouveau en 2006.

## Décès
Idrissa Malo Traoré est mort le 3 décembre 2023 à la suite d'une maladie,. 